# توماس اچ. هیکس
توماس اچ. هیکس (به انگلیسی: Thomas Holliday Hicks) سناتور سابق عضو حزب اتحاد ملی بود. وی در سال ۱۸۶۲ تا ۱۸۶۵ میلادی سناتور ایالت مریلند در سنای ایالات متحده آمریکا بود.